# Upplands runinskrifter 869
Upplands runinskrifter 869 är en vikingatida ristad sten av sandsten som funnits i Salnecke, Björkendal, Gryta socken och Enköpings kommun. Stenens ristning är rent ornamental. Stenen har använts som kvarnsten, vilket ett runt hål i mitten vittnar om. När U 869 hittades på 1930-talet användes den emellertid som trappsten. Stenen flyttades till en närliggande forngrav för att 1943 flyttas till Uppsala för förvaring.